# Redmi 7
Redmi 7是小米科技旗下的子品牌Redmi（原红米手机系列）于2019年3月18日14时在北京发布的一款智能手机，并将于2019年3月26日10时在中国大陆市场开售。其采用了最高频率为1.8GHz的高通骁龙632八核SoC，6.26英寸1520*720分辨率的LCD显示屏，搭载基于Android 9的MIUI10操作系统。该款手机支持三种颜色，分别为魅夜红（黑红渐变）、梦幻蓝（紫蓝渐变）以及亮黑色。其正面采用康宁大猩猩玻璃盖板，背面则采用经过抛光着色的聚碳酸酯塑料后盖。
Redmi 7提供提供三种内存和存储版本，分别为2GB运行内存+16GB机身存储、3GB运行内存+32GB机身存储以及4GB运行内存+64GB机身存储。以上三个版本在中国大陆地区市场的零售价格分别为699元、799元和999元人民币，其中售价为699元的版本不支持“魅夜红”配色。
与Redmi 7一同发布的还有Redmi Note 7 Pro以及蓝牙耳机、波轮洗衣机等产品。